# Opel 29/70 PS
 (septembre 2024).
L’Opel 29/70 PS est une voiture de la catégorie luxueuse construite par Adam Opel KG qu’en 1914 pour succéder au modèle 28/70 PS.

## Historique et technologie
Contrairement à sa prédécesseur de quatre années plus tôt, la 29/70 PS n’était plus le modèle le plus puissant de la gamme Opel de l’époque, mais elle faisait néanmoins partie de la catégorie des luxueuses. À l’époque, le modèle phare de la gamme était le modèle 40/100 PS.
Le moteur était un moteur quatre cylindres d’une cylindrée de 7 464 cm³ (alésage x course = 120 mm x 165 mm). Il produisait 72,5 ch (53 kW) à 1 400 tr/min. Le moteur à commande latérale était refroidi par eau; Une pompe centrifuge assurait la circulation du liquide de refroidissement. La puissance du moteur était transmise à l’essieu arrière via un embrayage à cône en cuir, une boîte de vitesses manuelle à quatre vitesses et un arbre à cardan. La vitesse maximale de la voiture était de 100 km/h.
Les deux essieux rigides étaient suspendus au cadre, constitué de profilés en U en tôle en acier, par des ressorts à lames semi-elliptiques. Le frein de service agissait sur l’arbre à cardan (il agissait sur l’arbre de sortie de la transmission sur le modèle précédent). Le frein à main a été conçu comme un frein à tambours agissant sur les roues arrière.
Il y avait deux styles de carrosserie, une voiture de tourisme à quatre places et un landaulet quatre portes. D’autres carrosseries étaient disponibles à la demande du client : on pouvait par exemple commander une berline, une limousine Pullman ou une variation des styles de carrosserie mentionnées ci-dessus. La variante la moins chère (la voiture de tourisme), coûtait 15 200 Reichsmark.
Fin 1914, la construction de la 29/70 PS est arrêtée. Ce n’est qu’en 1919 qu’un successeur comparable apparaît, avec le modèle 30/75 PS.